# Paecilaema bilunatum
Paecilaema bilunatum is een hooiwagen uit de familie Cosmetidae.